# Crimson Editor
Crimson Editor är en textredigerare (som främst är menad för programmerare) för Windows utvecklad av Ingyu Kang. Crimson Editor stöder bl.a. syntax highlighting, stavningskontroll och integration med kompilatorer. Den kan även ändra direkt i filer genom FTP.
Crimson Editor har inte uppdaterats sedan 2004 men källkoden har donerats till den publika domänen och uppdateringar skapas i communityt Emerald Editor. En betaversion av Crimson Editor 3.72 släpptes i juli 2007.